# Euselasia psamathes
Euselasia psamathes är en fjärilsart som beskrevs av Johann Centurius Hoffmannsegg 1818. Euselasia psamathes ingår i släktet Euselasia och familjen Riodinidae. Inga underarter finns listade i Catalogue of Life.